# Prostaglandine E
La prostaglandine E est une famille de prostaglandines comprenant notamment :
- la prostaglandine E1 (PGE1), appelée alprostadil en pharmacie ;
- la prostaglandine E2 (PGE2), appelée dinoprostone en pharmacie.

Ces molécules sont produites in vivo par la prostaglandine-E synthase.
- PGE1 ou alprostadil
- PGE2 ou dinoprostone

PGE_{1} ou alprostadil
PGE_{2} ou dinoprostone

Elle fait partie de la liste des médicaments essentiels de l'Organisation mondiale de la santé (liste mise à jour en avril 2013).